# Samantha Casella
Samantha Casella (Faenza, 1º ottobre 1981) è una regista, attrice e sceneggiatrice italiana.

## Biografia
Samantha Casella è una regista, attrice e sceneggiatrice italiana, attiva principalmente nel cinema indipendente. È nota per un approccio autoriale che esplora tematiche esistenziali e spirituali, e per il consistente riconoscimento ottenuto nel circuito dei festival internazionali.
Dopo aver completato gli studi in sceneggiatura e tecniche narrative presso la Scuola Holden di Torino e in regia alla Scuola Immagina di Firenze, Samantha Casella ha iniziato la sua carriera realizzando cortometraggi e documentari. Il suo saggio di regia, Juliette, ha segnato i primi riconoscimenti, ottenendo 19 premi in vari festival, tra cui due al Premio Massimo Troisi. Ha proseguito in questo formato con diverse opere brevi tra cui Silenzi interrotti, Iris con Elisabetta Rocchetti e Ágape con Marina Rocco e Paolo Stella; tutti premiati in rassegne internazionali. Successivamente, ha diretto il mediometraggio Giro di giostra, presentato nella rassegna Venice Film Meeting.
Parallelamente all'attività nel cinema di finzione breve, Casella si è dedicata al documentario, realizzando opere come Mediterraneo, incentrato sullo scultore Giuseppe Spagnulo e presentato alla Biennale di Venezia; Il West secondo Civitelli, dedicato al disegnatore di Tex Willer; Via Crucis al Pantheon e Autoritratto con Papa, testimonianza di un dipinto di Gianni Bubani e una poesia di Davide Rondoni donati a Papa Benedetto XVI.
Nel 2019 ha diretto il cortometraggio I Am Banksy,  con protagonista Marco Iannitello. Al suo esordio nel TCL Chinese Theatre di Los Angeles in occasione del Golden State Film Festival, ha vinto il premio per il miglior cortometraggio internazionale, ottenendo complessivamente 15 premi, tra cui il Best Director all'Accolade Global Film Competition.
Il cortometraggio To a God Unknown, realizzato nel 2020 e distribuito nelle sale statunitensi da FourWalled, ha rappresentato un punto di svolta nella sua carriera, ottenendo un ampio successo nel circuito festivaliero con 228 premi in 34 paesi diversi, tra cui riconoscimenti all'Independent Short Award, al Metropolitan Film Festival NYC e al Toronto Short Film Channel Festival.
Nel 2022 ha esordito nel lungometraggio con Santa guerra, in cui interpreta anche il ruolo del fantasma. Il film ha ottenuto un'anteprima mondiale in un evento collaterale della 79ª Mostra internazionale d'arte cinematografica di Venezia, vincendo in tale occasione il Premio Tangoo per il Cinema e il Premio Festival del Cinema Italiano. Santa Guerra ha successivamente ottenuto numerosi riconoscimenti internazionali, superando i 150 premi nei festival del circuito IMDb, e valendo a Samantha Casella 36 premi come miglior attrice non protagonista.
Nel 2024 ha diretto il suo secondo lungometraggio, Katabasis, con un estratto presentato in anteprima mondiale durante l'81ª Mostra internazionale d'arte cinematografica di Venezia, dove ha ricevuto il Premio Starlight per la Regia Innovativa. A Venezia le è stato inoltre conferito un premio speciale da Cinema e Industria. Anche Katabasis ha rapidamente accumulato riconoscimenti, superando i 200 premi in festival internazionali nei mesi successivi all'anteprima.

## Filmografia

### Regista
- Juliette - cortometraggio (2001)
- Mediterraneo - documentario (2001)
- Frozen - cortometraggio (2002)
- Non chiudere gli occhi - cortometraggio (2002)
- Memorie da un’isola di morti - cortometraggio (2003)
- Saison Russe - documentario (2003)
- Silenzi Interrotti - cortometraggio (2004)
- Iris - cortometraggio (2005)
- Giro di giostra - mediometraggio (2006)
- Il West secondo Civitelli - documentario (2007)
- Incontri Jazz - documentario (2008)
- L’opportunità - cortometraggio (2008)
- Dai secoli del fuoco e del disegno - documentario (2009)
- Dies Irae - cortometraggio (2009)
- Ágape - cortometraggio (2010)
- Diario per Immagini - documentario (2010)
- Solida imago - documentario (2010)
- Coincidentia oppositorum - documentario (2011)
- In illo tempore - documentario (2011)
- Autoritratto con Papa - documentario (2012)
- Via Crucis al Pantheon - documentario (2012)
- Tradizioni - documentario (2013)
- Passione, meditazione sul Cristo - documentario (2014)
- I Am Banksy - cortometraggio (2019)
- To a God Unknown - Al Dio sconosciuto - cortometraggio (2020)
- The Antithesis of Love - cortometraggio (2022)
- Santa guerra (2022)
- Katabasis (2024)

### Attrice
- To a God Unknown - Al Dio sconosciuto, regia di Samantha Casella - cortometraggio (2020)
- The Antithesis of Love, regia di Samantha Casella - cortometraggio (2022)
- Santa guerra, regia di Samantha Casella (2022)
- Katabasis, regia di Samantha Casella (2024)

## Videografia
- Boy Down di Strippop (2008)
- Nero deserto di Santo Barbaro (2009)

## Video Arte
- Ascesi (2015)
- SK27 Bright Star (2016)